# Футбол у Болгарії
Футбол є найпопулярнішим видом спорту в Болгарії.

## Історія
Вперше в Болгарії футбол під болгарською назвою «ритнитоп» представив швейцарський учитель фізкультури Жорж де Режибюс,, запрошений викладати в країні. Знайомство з новою грою відбулося у дворі Варненської чоловічої середньої школи наприкінці 1893/94 навчального року. Учитель сформував дві команди учнів по одинадцять осіб у кожній. Він позначив шкільними халатами двері по обидва боки поля та коротко пояснив правила гри. Він встановив шкіряний м'яч посередині поля і почав перший футбольний матч у Болгарії. У наступні дні ще кілька груп із класів середньої школи спробували цей новий досвід.
Наступного року в Софії футбол представив Шарль Шампо. Правила гри були опубліковані болгарською мовою швейцарськими вчителями в журналі Училищен преглед в 1897 році, і футбол продовжував набирати популярність на початку 20 століття.
Серед засновників турецької команди «Галатасарай» у 1905 році був болгарський учень Галатасарайського ліцею Благой Балакчієв, а перший болгарський клуб «ФК 13» був створений в Софії в 1909 році за ініціативою Сави Кірова. «Ботев» (Пловдив) був заснований у 1912 році, «Славія» (Софія) — у 1913 році, а «Левскі» (Софія) — у 1914 році.
Збірна Болгарії дебютувала 21 травня 1924 року в кваліфікації до літніх Олімпійських ігор 1924 року, програвши у Відні Австрії з рахунком 0:6.
Після Другої світової війни і приходу комуністичного режиму, 5 травня 1948 року було створено ЦСКА (Софія) і у 1950 -х і 1960-х роках болгарський футбол досяг найбільшого успіху на Олімпійських іграх, посівши третє місце на літніх Олімпійських іграх 1956 року в Мельбурні, друге на літніх Олімпійських іграх 1968 року в Мехіко і п'яте на Євро 1968 року. У 1962 році Болгарія вперше кваліфікувалася на чемпіонат світу. Беручи участь у турнірах 1966, 1970 і 1974 років, команда вилетіла без перемог. На чемпіонаті світу з футболу 1986 року Болгарія вийшла до 1/8 фіналу, але знову не здобула перемоги.
На чемпіонаті світу 1994 року болгари здобули найбільший успіх в історії — четверте місце і перемога над тодішнім чемпіоном світу Німеччиною, а також перше місце в перегонах бомбардирів турніру здобув болгарин Христо Стоїчков.
Болгарія також є триразовим чемпіоном Європи серед команд до 19 років, триразовим чемпіоном Балкан та триразовим чемпіоном Балкан.

## Турніри

#### Кубок країни
Кубок Болгарії — болгарський футбольний трофей, в якому беруть участь усі офіційно зареєстровані футбольні команди Болгарії.
Проведення турніру на Кубок Болгарії почалося в 1981 році на честь 1300-річчя створення Болгарської держави. У 1983 році турнір став офіційним, а переможець отримав звання володаря національного кубка, а також право представляти Болгарію в турнірі Кубка володарів кубків Європи. До 1990 року Офіційна назва турніру — Кубок Народної Республіки Болгарії .

#### Суперкубок
Суперкубок Болгарії — болгарський футбольний трофей. Турнір за здобуття трофею складається з одного матчу, в якому протистоїть володар Кубка Болгарії та чемпіон країни. У випадках, коли чемпіон і володар кубка — одна команда, проти неї грає переможений фіналу Кубка Болгарії.

#### Жіночі турніри
- Чемпіонат Болгарії серед жінок — футбольний турнір для визначення чемпіона країни. Участь беруть усі офіційно зареєстровані жіночі футбольні команди Болгарії.
- Кубок Болгарії серед жінок.

#### Неіснуючі турніри
- Державна першість Болгарського царства — турнір з визначення чемпіона Болгарії (1924 — 44)
- Національний дивізіон Болгарії — турнір з визначення чемпіона Болгарії (1938 — 40)
- Республіканська першість Болгарії — турнір з визначення чемпіона Болгарії (1945 — 48)
- Вища ліга Болгарії — турнір з визначення чемпіона Болгарії (2000 — 03)
- Царський кубок — турнір з визначення володаря Національного кубка Болгарії (1924 — 44)
- Кубок Радянської Армії — турнір з визначення переможця національного Кубка Болгарії (1946 — 90)